# Huvudlösen
Huvudlösen (Höfuðlausn) kallas en drapa med vars hjälp en dödsdömd vikingatida skald lyckats köpa sig sitt liv genom att besjunga den furste som dömt honom till döden. En sådan drapa skulle vara på minst tjugo strofer (tvítug drápa) och diktades i all hast kort före den planerade avrättningen. Sex olika Huvudlösen är omtalade i den fornvästnordiska litteraturen, men endast tre av dem har helt eller delvis bevarats. Den mest kända av dessa är Egil Skallagrimssons hyllning till sin dödsfiende kung Erik blodyx. 

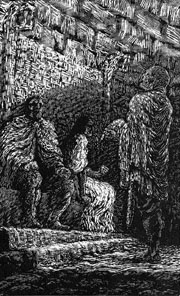
Kung Erik blodyx och drottning Gunnhild lyssnar till Egil Skallagrimssons Huvudlösen. (Teckning av Christian Krohg.)

## Egil SkallagrimssonsHuvudlösen
Drapans tillkomst finns utförligt beskriven i Egil Skallagrimssons saga, kapitlen 59–61 (54–56).
Mellan Egil Skallagrimssons ätt och den norska Hårfagreätten rådde gammal fiendskap. Till följd av detta hade Egil dräpt en av kung Erik blodyx’ söner och sedan rest nidstång mot kungen, vilket var en med svartkonst besläktad magisk handling. (57; 52) Kort efteråt blev kungen jagad i landsflykt och slog sig då ner i Jórvík (York) i Northumbria. Men hans hustru, drottning Gunnhild, som var en förslagen häxa, planerade hämnd för sonens död och kungens olycka. Hon sejdade så att "makterna" skulle föra Egil i hennes och kungens våld. (59; 54) Egil fann därför ingen ro på Island utan begav sig ständigt ut på nya färder.
Då Egil år 936 var på väg till kung Adalstein i England, vinddrevs hans skepp och blev vrak vid Humbers mynning nära Jórvík. Egil insåg att kungen när som helst skulle få reda på hans belägenhet och begav sig på kvällen till Arinbjörn herse i Jórvík för att be om hjälp. Arinbjörn var kung Eriks troman, men han var också Egils bäste vän. Då de tänkt igenom saken kom de fram till att det vore bäst om de båda i väpnat följe begav sig till kungen och låtsades att Egil självmant hade kommit för att söka förlikning. Kungen ville dock genast låta dräpa skalden, vilket Arinbjörn avvärjde med argumentet att nattdråp skulle uppfattas som lönnmord. Kungen utsåg då Arinbjörn till Egils fångvaktare och befallde honom att infinna sig med sin fånge vid hovet nästa morgon.

### Egil diktar sin drapa
Egil fick nu följande råd av Arinbjörn:
| ” | Nu vill jag råda dig, att du håller dig vaken i natt och diktar ett lovkväde om kung Erik. Bra vore det om du gjorde en drapa på tjugo strofer, som du kunde kväda i morgon när vi träder inför kungen. Så gjorde min frände Brage då han råkat ut för sveakungen Björns vrede. På en enda natt diktade han en tjugostrofig drapa och fick för denna sitt huvud i skaldelön. (59;54) | „ |

Vid midnatt gick Arinbjörn in till Egil för att se hur det gick med drapan, men inte ett ord hade då blivit diktat. Det hade suttit en svala vid loftgluggen och fört ett sådant liv att skalden inte kunnat tänka. Arinbjörn satte sig då på vakt vid gluggen och såg en hamhleypa svinna bort mellan husen. Det var drottningen som hade stört skalden med trolldom. Nu, äntligen, kunde Egil få arbetsro, och när solen rann upp var drapan klar.
Kvädet framfördes på morgonen – trots drottningens protester – och det innehöll så mycket pris att kungen efter detta skulle ha framstått som en niding om han låtit dräpa skalden. Egil fick alltså sitt huvud i skaldelön och tackade med en lausavísa där han sade sig vara glad över den fula gåvan. (Egils huvud var, enligt sagan, fult som stryk.) Kungen genmälde att de likväl var oförlikta. Denna gång skulle skalden få gå fri, men om deras vägar ännu en gång korsades skulle huvudet ryka. (61; 56)

### Drapans komposition
Huvudlösen har bevarats i två handskrifter av Egil Skallagrimssons saga, och ett par halvstrofer finns också i Skáldskaparmál.
Dikten består av tjugo strofer på fyrstavig runhenda med parvisa slutrim och fornyrðislag som underliggande versmått. Stroferna 6, 9, 12 och 15 är fyrradiga omkvädesstrofer (stef) och dispositionen är den traditionella drapans. Dikten har inledning (upphaf) och slut (slœmr) på vardera fem strofer, och däremellan kommer tre stefjabálkar där själva kungahyllningen finns. Syntaxen är dock enkel och dikten saknar komplicerade kenningar: den är alltså mycket otypisk för Egil Skallagrimssons stil. Fast om dikten tillkommit under sådan tidspress som sagan säger, så skulle ju detta kunna förklara den språkliga enkelheten. Det menade i varje fall Finnur Jónsson, som även tyckte att en del stilistiska ofullkomligheter i texten tydde på ett "hastværksarbejde". I drapans sista strof (20) tycks för övrigt skalden själv ursäkta sig för stilens enkelhet. Han säger där att han gjort språket enkelt för att varje man i salen skulle förstå hur han hyllade deras kung.
Den för Egil otypiska stilen har dock rest frågan om diktens autenticitet. Huvudlösen saknas i en av de viktigaste handskrifterna till Egil Skallagrimssons saga, och det har betvivlats att strofformen runhenda verkligen kan ha förekommit redan på 900-talet. Kanske har drapan diktats på 1100-talet, i samband med att sagan om Egil Skallagrimsson nedtecknades? Språkligt finns det emellertid ingenting som hindrar att dikten tillhör det århundrade då Egil Skallagrimsson levde. Att Egil verkligen diktat en huvudlösen bekräftas av honom själv i en elegi diktad 40 år senare på kviðuháttr efter vännen Arinbjörn herses död omkring år 970. I stroferna 3–11 berättas hur Huvudlösen blev till. (Drapans namn Hǫfuðlausn omtalas i strof 8.) Här följer sjunde strofen:
| Föga fager för fejdmän syntes skaldelönen i skattkungs hall, då hövdingen gav mig hattens klint [=huvudet] den ulvagrå för Yggs mjöd. | Né hamfagrt hǫlðum þótti skáldfé mitt at skata húsum, þás ulfgrátt við Yggjar miði hattar staup at hilmi þák. |  |

Som ibland är fallet hos Egil finns här också en ordlek. Ordet staup ("klump", det vill säga huvudet) betyder också stop (dryckesstånka). Egil fick huvudet för dikten, eller stopet för sitt skaldemjöd.

## Erp lutandesHuvudlösen
I Skáldatal berättas att Erp lutande hade begått dråp på en helig plats och dömts att mista livet. Han blev dock skonad sedan han diktat en drapa till hundkungen Saur. Mer om denna händelse är inte känt. Erp lutande tillhör norskt 700-tal.

## Brage BoddasonsHuvudlösen
Brage Boddason var enligt Landnámabók svärson till Erp lutande. I Egil Skallagrimssons saga, kapitel 59 (54), uppges att Brage dömts till döden av sveakungen Björn, men fick sitt huvud i lön sedan han på en enda natt diktat en tjugostrofig drapa till kungen. Sagesman för uppgiften sägs ha varit hans släkting, den norske hersen Arinbjörn. Ingenting av drapan har bevarats. Versmåttet kan ha varit dróttkvætt – det versmått som Hallvard Lie antog hade uppfunnits av Brage.

## Ottar svartesHuvudlösen
Ottar svarte förälskade sig under sin vistelse i Sverige i Olof skötkonungs dotter Astrid och diktade till henne en mansǫngr (kärleksdikt). När Ottar, efter kungens död år 1022, intet ont anande for till kung Olof Haraldsson i Norge, blev han omedelbart fängslad. Kung Olaf, som då var gift med Astrid, hade hört ett rykte om Ottars kärleksdikt. I fängelset fick Ottar hjälp av sin morbror, Sighvat Tordsson, som var hirdskald hos Olof. På tre dagar lyckades de omarbeta kvädet till Astrid, så att allt vågat innehåll försvann, samt även dikta en hyllningsdrapa till kungen. Sedan Ottar framfört båda kvädena inför Olof frågade denne om Ottar ville ha sitt huvud i skaldelön. Ottar svarade att det skulle glädja honom trots att huvudet var föga fagert (Denna detalj verkar vara norpad från Egil Skallagrimsson). Kungen bättrade då på gåvan med en ring.
Tjugo strofer av Ottars Huvudlösen har helt eller delvis bevarats i främst Flateyjarbók, Skáldskaparmál och olika sagor om Olof den helige, inklusive den i Heimskringla. Versmåttet är dróttkvætt.

## Torarin lovtungasHuvudlösen
År 1024 eller 1025 kom Torarin lovtunga till Knut den stores hov. Tydligen var han ovan vid att umgås i högaristokratiska kretsar, varför han framförde sin hyllning till kungen i form av en flokkr – ett kväde utan vare sig stef eller balkindelning. Detta var ett svårt etikettsbrott. Flockar kunde användas för att hylla hövdingar och jarlar, men knappast för att besjunga en så stor kung som Knut ansåg sig vara. Torarin dömdes till döden, såvida han inte till nästa dag kunde presentera en godtagbar drapa. Skalden fick nu i all hast omarbeta dikten, lägga till stef och göra balkindelning. I dag återstår av Torarins Huvudlösen endast ett tvåradigt omkväde där det sägs att Knut styr sitt land som Gud styr himmelriket. Knut blev nöjd och Torarin fick behålla livet.
Diktfragmentet finns bevarat i Flateyjarbók, Heimskringla och Óláfs saga helga. Versmåttet är dróttkvætt.

## Gisl IllugasonsHuvudlösen
Vid sex års ålder blev islänningen Gisl Illugason vittne till mordet på sin far. Elva år senare, år 1096, lyckades han spåra upp och dräpa mördaren, som då var hirdman hos kung Magnus barfot i Nidaros. Gisl kastades i fängelse där han diktade ett kväde om kung Magnus, vilket han framförde inför kungen samma dag som han skulle avrättas. Han blev därefter benådad och upptagen i kungens hird.
Detta berättas i kortsagan Gísls þáttr Illugasonar, som dock gör klart att det inte var kvädet som räddade livet på skalden. I stället ska det ha varit det blivande helgonet Jon Ögmundsson, som då var i Nidaros och tog sin landsman i försvar. I ett tal varnade han kungen att dennes egen salighet kunde gå förlorad om han i vrede fällde en alltför hård dom.
Dikten kvads dock inför kungen som en traditionell huvudlösen och omtalas också som en sådan av både Finnur Jónsson och Margaret Clunies Ross. Men ingenting har bevarats av kvädet, och det lär heller inte ha varit särskilt bra: (E)n ekki var þar mikill skáldskapr í því kvæði, står det i sagan. (Det var inte mycket poesi i det kvädet.)